# Nicola Silvaggi
Nicola Silvaggi (Pescara, 1957) è un allenatore di atletica leggera italiano.
È stato il direttore tecnico della Federazione Italiana di Atletica Leggera (FIDAL) dal gennaio 2005 fino a Dicembre 2008.
Dopo l'esperienza da ct è tornato ad Ascoli Piceno dove continua il lavoro di campo in prospettiva di un centro di eccellenza nazionale per lanci e salti in estensione.
È docente di teoria, tecnica e didattica degli sport individuali e di squadra presso l'università telematica San Raffaele di Roma.